# Jean Baptiste Félix Descuret

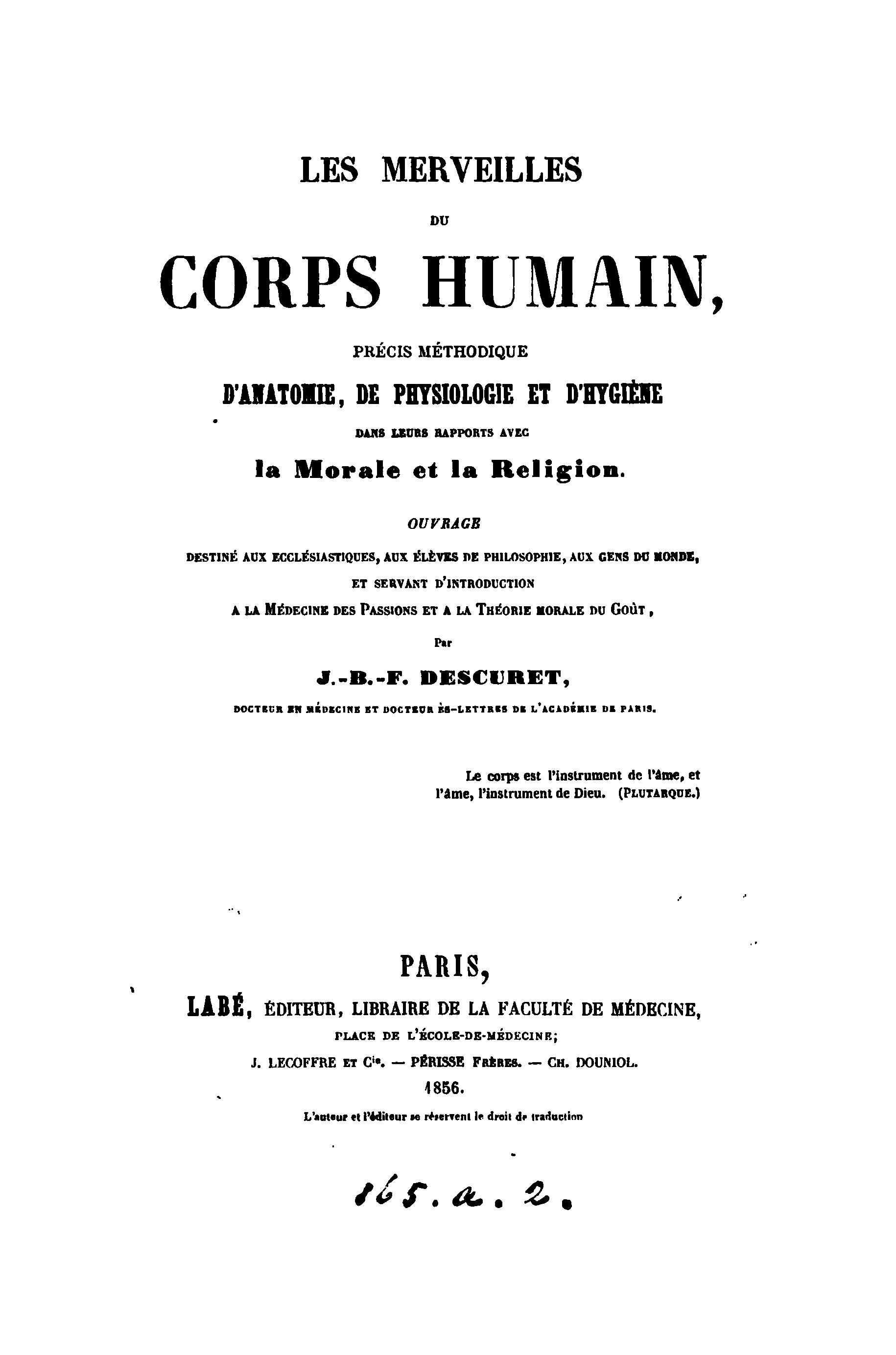
Le meraviglie del corpo umano, Compendio metodico di anatomia, fisiologia e igiene nei loro rapporti con la morale e la religione, scritto da J.-B. Descuret, 1856.

Jean Baptiste Félix Descuret (Chalon-sur-Saône, 5 giugno 1795 – Châtillon, 27 novembre 1871) è stato un medico e scrittore francese.

## Biografia
Studiò medicina a Parigi e lavorò a Châtillon-d'Azergues.

## Attività letteraria
Descuret è conosciuto soprattutto per le sue opere scritte. Il suo libro più noto, intitolato "Médecine des passioni ou les passioni considérées dans leurs rapports avec les maladies, les lois et la religione" ("Medicina delle passioni o passioni considerate nel loro rapporto con la malattia, la legge e la religione") è uno dei primissimi studi in ambito psicosociale.
Fu pubblicato nel 1841 e fu il risultato dell'osservazione da parte di Descuret di molte migliaia di pazienti a Parigi. È una discussione sulle diverse passioni ed i vizi dei suoi pazienti da un punto di vista medico, religioso ed economico.
Un'altra opera molto importante è "Les Merveilles du corps humain" (Meraviglie del corpo umano), pubblicata nel 1856, che riguardava il rapporto tra medicina e religione, e che scrisse perché fosse studiato da sacerdoti e studenti di filosofia.